# Aku Ankka
Aku Ankka (finska för Kalle Anka) är en finsk Disney-serietidning som publiceras av Sanoma Magazines. Tidningen har sedan början varit den dominerande titeln i branschen i Finland. Det första numret utkom den 5 december 1951 och sålde i 34 017 exemplar. Fram till 1956 publicerades tidningen månatligen, mellan åren 1956 och 1960 gavs den ut varannan vecka, och sedan 1961 ges den ut en gång i veckan. Från starten och fram till augusti 2010 hade 2 893 nummer publicerats.